# Arawn
Arawn är i keltisk mytologi kung i underjorden, Annwn.
I Pwyll Pendefig Dyfed, "Pwyll, pris av Dyfed", berättas att han under ett år bytte plats och utseende med Pwyll, prins (walesarna hade inga kungar) över Dyfed, eftersom Pwyll stulit en hjort som Arawns hundar hade fällt. Under de år som Pwyll och Arawn byter plats besegrar Pwyll Arawns rival, Hafgan samt är kysk gentemot Arawns fru (som däremot är rätt upprörd över det hela). Som tack för sina tjänster blir Pwyll rikligt belönad och det råder vänskap mellan de båda kungarikerna.